# 関西文化学術研究都市建設促進法
関西文化学術研究都市建設促進法（かんさいぶんかがくじゅつけんきゅうとしけんせつそくしんほう、昭和62年6月9日法律第72号）は、関西文化学術研究都市の建設促進に関する日本の法律である。
1987年（昭和62年）6月9日に公布され、同日施行された。
要点は以下の通り。
- 関西文化学術研究都市（学研都市）とは、京都府京田辺市、木津川市、精華町、大阪府枚方市、四條畷市、交野市、奈良県奈良市、生駒市のうち、国土交通大臣が定める地域を区域とする。[1]
- 文化学術研究地区とは、文化学術研究施設・文化学術研究交流施設を整備し、公共施設・公益的施設・住宅施設などを整備すべき地区で、関係府県知事が作成した建設に関する計画によってその区域が定められる。[2]
- 周辺地区とは、学研都市の文化学術研究地区の区域以外のことで、文化学術研究地区の整備に関連した施設を整備し、環境を保全すべき地区である。[3]
- 国土交通大臣は建設の基本方針を、関係府県知事は都市再生機構および関西文化学術研究都市推進機構の意見を聴いて建設計画を、決定・作成しなくてはならない。[4][5]
- 国は学研都市の整備、建設の資金の確保に努めなければならない。[6]
- 国は税制上での優遇などの措置を行う。[7]

本法は、都市建設や施設の立地を促進する法律であり、民間投資に対するインセンティブ付与の役割を果たす。第8条・第9条には、資金確保への配慮が明確に規定され、税などの優遇措置による建設促進を裏付ける内容となっている。一方で、筑波研究学園都市建設法のような国による財政支援の約束をうかがわせる記述はない。